# Panevėžys
Panevėžys is de op vier na grootste stad van Litouwen en is de hoofdstad van het district Panevėžys. Ten tijde van de Sovjet-Unie stond de stad ook bekend onder de Russische naam Panevezjis.
De stad ligt aan de rivier Nevėžis, de op vijf na langste rivier van Litouwen. Panevėžys is vernoemd naar deze rivier. Ook liggen binnen het gemeentelijk gebied het kunstmatige Ekranasmeer en Senvagė (de oude rivierbedding), de laatste is het symbool van de stad en is een populaire plek voor recreatie en festivals.
Panevėžys heeft een aantal bekende inwoners: acteur Donatas Banionis en fotograaf Algimantas Aleksandravičius zijn ook in het buitenland bekend. 
Lokale bewoners hebben een iets ander accent, welke resulteert in verlenging van de korte medeklinker, waarbij de beklemtoning verplaatst wordt van het begin van het woord naar het einde.
Panevėžys had een stedenband met Goes tot in 2021 toen Goes besloot deze band op te heffen.

## Geboren
- Romas Ubartas (1960), discuswerper
- Virginijus Baltušnikas (1968), voetballer
- Jolanta Polikevičiūtė (1970), wielrenster
- Rasa Polikevičiūtė (1970), wielrenster
- Ignatas Konovalovas (1985), wielrenner

## Partnersteden
- Lünen (Duitsland)